# Apollinisch
Apollinisch betekent rustig (doordacht, overdacht en beheerst); deze term is ontleend aan de Griekse god Apollo om kunst te beschrijven die een beroep doet op intelligentie, in tegenstelling tot dionysisch (extatisch, onrustig, geestvervoering en onbeheerst), dat een beroep doet op het irrationele. Deze twee termen werden gebruikt door de Duitse filosoof Friedrich Nietzsche.
Deze termen worden vaak gebruikt om een geestesgesteldheid aan te duiden bij een benadering van een uiting (beeld of geluid). Eenvoudig gezegd staat apollinisch voor ordelijk.